# Flèche côtière 2014
La 43e édition de la Flèche côtière aura lieu le 13 septembre 2014. La course fait partie du calendrier UCI Europe Tour 2014 en catégorie 1.2.

## Présentation

### Équipes
Classée en catégorie 1.2 de l'UCI Europe Tour, la Flèche côtière est par conséquent ouverte aux équipes continentales professionnelles belges, aux équipes continentales, aux équipes nationales et aux équipes régionales et de clubs.
Dix-sept équipes participent à cette Flèche côtière - deux équipes continentales professionnelles, treize équipes continentales et deux équipes régionales et de clubs.
| Équipes continentales professionnelles | Équipes continentales professionnelles | Équipes continentales professionnelles |
| Nom de l'équipe                        | Pays                                   | Code                                   |
| -------------------------------------- | -------------------------------------- | -------------------------------------- |
| Topsport Vlaanderen-Baloise            | Belgique                               | TSV                                    |
| Wanty-Groupe Gobert                    | Belgique                               | WGG                                    |

| Équipes continentales          | Équipes continentales | Équipes continentales |
| Nom de l'équipe                | Pays                  | Code                  |
| ------------------------------ | --------------------- | --------------------- |
| 3M                             | Belgique              | MMM                   |
| Cibel                          | Belgique              | CIB                   |
| Color Code-Biowanze            | Belgique              | CCB                   |
| De Rijke                       | Pays-Bas              | RIJ                   |
| Etixx                          | Tchéquie              | ETI                   |
| Jo Piels                       | Belgique              | CJP                   |
| Leopard Development            | Luxembourg            | LDT                   |
| Metec-TKH Continental          | Pays-Bas              | MET                   |
| Rabobank Development           | Pays-Bas              | RDT                   |
| T.Palm-Pôle Continental Wallon | Belgique              | PCW                   |
| Veranclassic-Doltcini          | Belgique              | VER                   |
| Verandas Willems               | Belgique              | WIL                   |
| Wallonie-Bruxelles             | Belgique              | WBC                   |

| Équipes régionales et de clubs | Équipes régionales et de clubs | Équipes régionales et de clubs |
| Nom de l'équipe                | Pays                           | Code                           |
| ------------------------------ | ------------------------------ | ------------------------------ |
| Biketempel-Fachklink           | Belgique                       | BTF                            |
| CT 2020                        | Belgique                       | CT2                            |

### Règlement de la course

#### Primes
Les vingt prix sont attribués suivant le barème de l'UCI,. Le total général des prix distribués est de 6 010 €.
| Position | 1er     | 2e      | 3e    | 4e    | 5e    | 6e    | 7e    | 8e    | 9e    | 10e à 20e |
| Prix     | 2 425 € | 1 210 € | 607 € | 305 € | 240 € | 180 € | 180 € | 118 € | 118 € | 57 €      |

## Classements

### Classement général

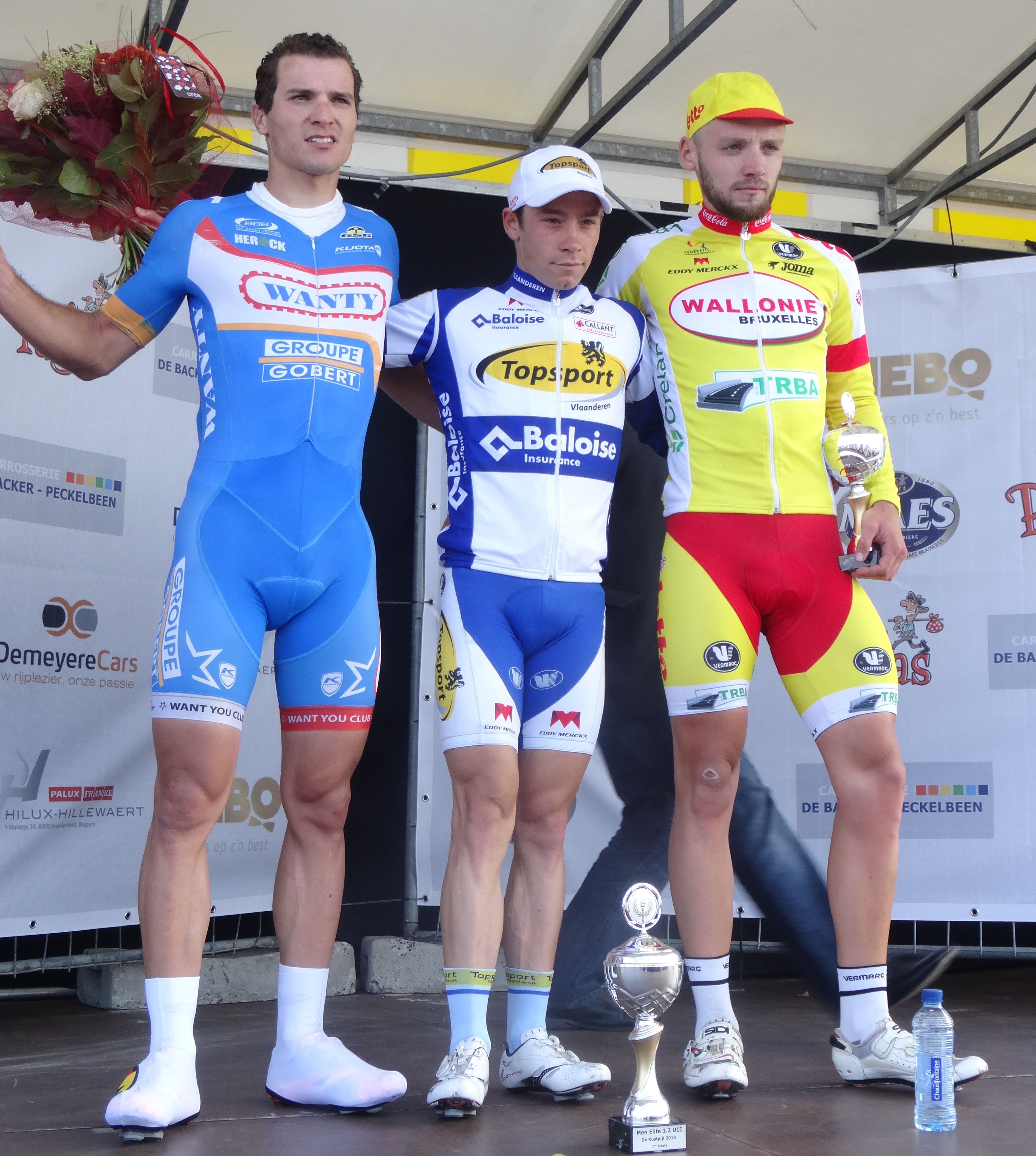
Roy Jans (3e), Michael Van Staeyen (1er) et Robin Stenuit (2e).

Michael Van Staeyen (Topsport Vlaanderen-Baloise) termine la course en parcourant les 180,4 km en 4 h 5 min 45 s, soit à une vitesse moyenne de 44,044 km/h. Il est immédiatement suivi par Robin Stenuit (Wallonie-Bruxelles) et Roy Jans (Wanty-Groupe Gobert). Cent-vingt-deux coureurs terminent la course.
| Classement final | Classement final     | Classement final | Classement final            | Classement final  |
|                  | Coureur              | Pays             | Équipe                      | Temps             |
| ---------------- | -------------------- | ---------------- | --------------------------- | ----------------- |
| 1er              | Michael Van Staeyen  | Belgique         | Topsport Vlaanderen-Baloise | en 4 h 5 min 45 s |
| 2e               | Robin Stenuit        | Belgique         | Wallonie-Bruxelles          | m.t               |
| 3e               | Roy Jans             | Belgique         | Wanty-Groupe Gobert         | m.t               |
| 4e               | Remco te Brake       | Pays-Bas         | Metec-TKH Continental       | m.t               |
| 5e               | Pieter Vanspeybrouck | Belgique         | Topsport Vlaanderen-Baloise | m.t               |
| 6e               | André Looij          | Pays-Bas         | Rabobank Development        | m.t               |
| 7e               | Kobus Hereijgers     | Pays-Bas         | De Rijke                    | m.t               |
| 8e               | Joeri Stallaert      | Belgique         | Veranclassic-Doltcini       | m.t               |
| 9e               | Twan Brusselman      | Pays-Bas         | Jo Piels                    | m.t               |
| 10e              | Daniel Hoelgaard     | Pays-Bas         | Etixx                       | m.t               |
| modifier         |                      |                  |                             |                   |

### UCI Europe Tour
Cette Flèche côtière attribue des points pour l'UCI Europe Tour 2014, par équipes seulement aux coureurs des équipes continentales professionnelles et continentales, individuellement à tous les coureurs des équipes précitées.
| Position           | 1er | 2e | 3e | 4e | 5e | 6e | 7e | 8e |
| Classement général | 40  | 30 | 25 | 20 | 15 | 10 | 5  | 3  |

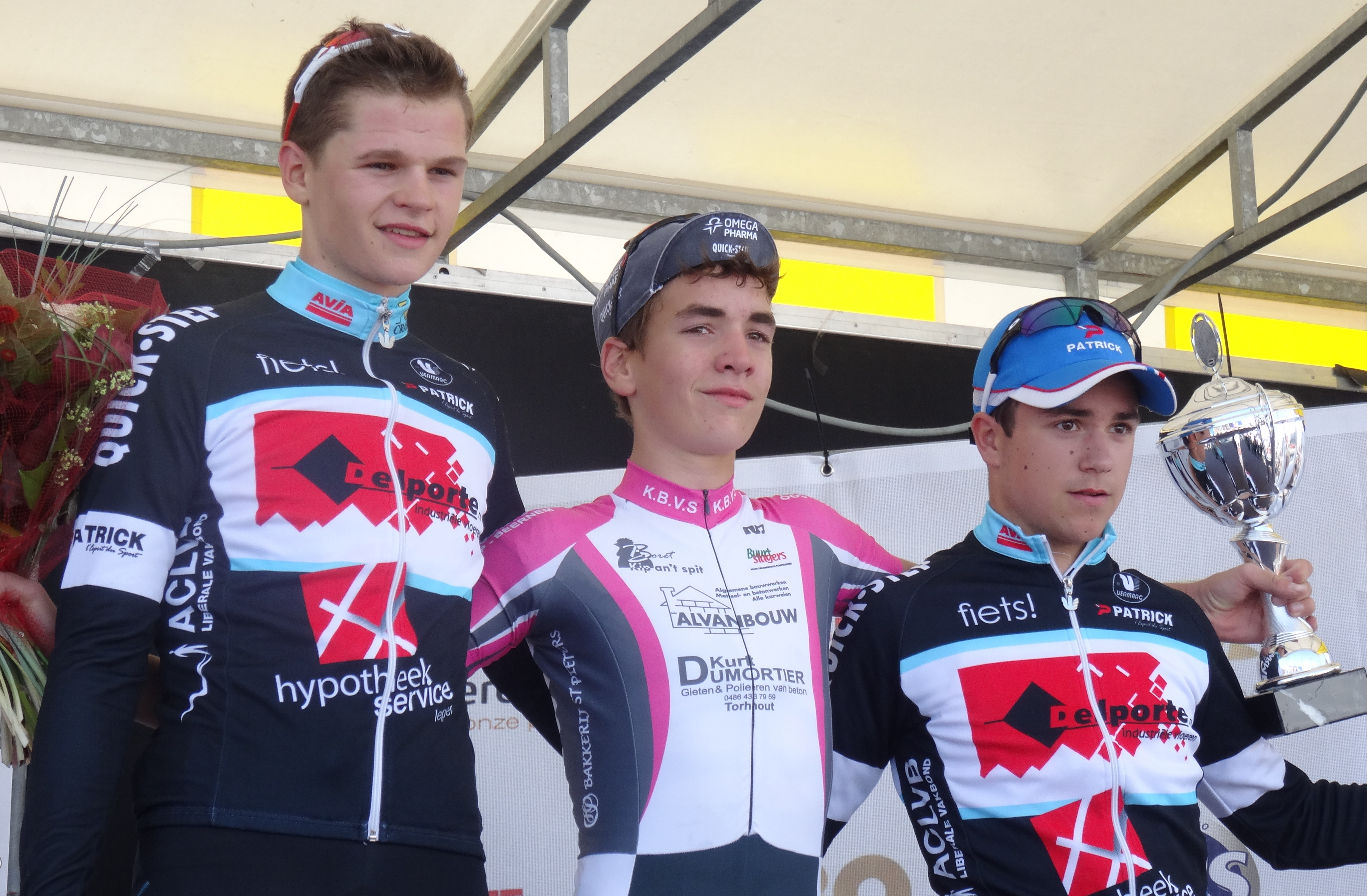
Lennert Tanghe (2e), Neil Couheysder (1er) et Bjarne Steyaert (3e).

Ainsi, Michael Van Staeyen (1re) remporte quarante points, Robin Stenuit (2e) trente points, Roy Jans (3e) seize points, Remco te Brake (4e) douze points, Pieter Vanspeybrouck (5e) dix points, André Looij (6e) huit points, Kobus Hereijgers (7e) six points et Joeri Stallaert (8e) trois points.

### Classement de la course d'attente
Une course d'attente a été organisée pour les Cadets. Neil Couheysder (Brugge Velosport) remporte l'épreuve d'attente devant Lennert Tanghe (Avia-Crabbé) et le coéquipier de ce dernier Bjarne Steyaert.